# Рухлов, Сергей Васильевич
Серге́й Васи́льевич Ру́хлов (24 июня [6 июля] 1852 — 19 октября 1918, Пятигорск) — русский государственный деятель, министр путей сообщения (1909—1915), член Государственного совета (1905—1917), статс-секретарь (06.05.1912), действительный тайный советник (21.02.1913).

## Биография
Родился в Вологде в семье землемера, происходившего из удельных крестьян Вельского уезда. После окончания в 1870 году Вологодской гимназии с серебряной медалью, через три года окончил курс наук в Петербургском университете по юридическому факультету со степенью кандидата прав.
В 1873 году поступил на службу по Министерству внутренних дел, где пробыл 6 лет, а затем перевёлся на службу в главное тюремное управление старшим делопроизводителем и уже в 1882 году назначен инспектором VI класса. В качестве последнего не раз был командирован для осмотра мест заключения гражданского ведомства и для указаний на месте порядка переустройства некоторых тюремных замков и пересыльной больницы в Москве. При его содействии улучшено санитарное состояние тюрем, введён закон об обязательном труде арестантов, во многих губерниях учреждены губернские тюремные инспекции.
В 1886 году за результаты, достигнутые преобразованием порядка управления и хозяйства в санкт-петербургских местах заключения, ему объявлено монаршее благоволение.
В 1890 году назначен инспектором V класса и за труды по изданию Устава о ссыльных снова удостоен монаршего благоволения.
В 1892 году назначен помощником статс-секретаря Государственного совета в отделение государственной экономики, в 1895 году он уже исправлял должность статс-секретаря, а в 1897 году был назначен статс-секретарём. С 1898 года потомственный дворянин.
С 1903 года — товарищ главноуправляющего торговым мореплаванием и портами контр-адмирала Великого князя Александра Михайловича. По упразднении этого ведомства 6 ноября 1905 года назначен членом Государственного совета, с 1906 года назначался к присутствованию в Государственном совете; заседал во 2-м департаменте.
С 29 января 1909 года — министр путей сообщения, сменил на этом посту генерал-лейтенанта Н. К. Шафгаузен-Шенберг-эк-Шауфуса. К тому времени ввод новых линий резко упал: если в 1906 году было открыто 2504 км путей, то в последующие годы этот показатель падает до нуля. Рухлов меняет эту тенденцию. Начиная с 1912 года прокладка железных дорог повышается до почти 5 тыс. верст в год. В 1913 году эксплуатационная длина сети составила 58,5 тыс. км.
В годы его управления повысилась и пропускная способность железных дорог. В Сормово был построен паровоз серии С, развивавший в пробных поездках скорость 110 км/ч.
Выступал противником крупных монополий, считая их интересы противоположными интересам казны, и являлся сторонником усиления государственного влияния на экономику. Он осуществлял выкуп в казну частных железных дорог и добился бездефицитной работы железных дорог.
Благодаря четкой работе железных дорог мобилизация в России в связи с началом Первой мировой войны прошла в установленные сроки.
За службу был удостоен ряда орденов, вплоть до ордена Святого Александра Невского (1910).

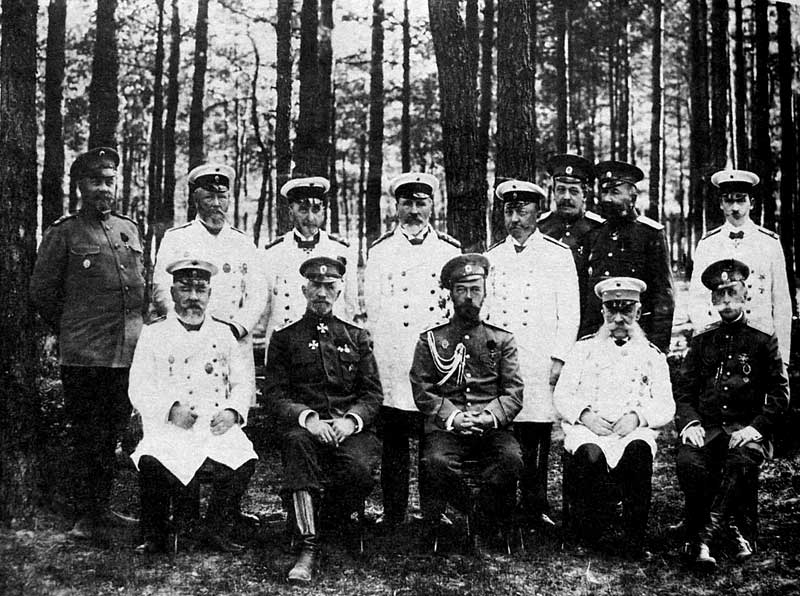
С. В. Рухлов (стоит вторым слева) на Совете министров в Царской ставке. Станция Барановичи. 14 июня 1915 г.

В мае 1912 года пожалован в статс-секретари к Николаю II.
В феврале 1913 году произведён в действительные тайные советники. В 1914 году назначен членом Комитета финансов.
10 октября 1915 года императрица Александра Фёдоровна пишет императору : «Хвостов говорит, что виноват во всем Рухлов, так как он стар и не ездит сам посмотреть, как идут дела». Несколько дней спустя, объединённое заседание совещания по перевозкам и совещания по обороне решает «считать деятельность Министерства путей сообщения не вполне соответствующей тому, что надо было делать во время настоящей войны».
Рухлов подал в отставку и 27 октября 1915 года был освобождён по болезни с награждением бриллиантовыми знаками к ордену Святого Александра Невского. Его преемником на посту стал А. Ф. Трепов, занявший менее чем через год пост председателя Совета министров.
В ходе Февральской революции арестован, находился под следствием. После освобождения уехал на Северный Кавказ.
29 августа 1918 года арестован в Ессентуках ЧК Северного Кавказа, содержался в Пятигорске в составе группы заложников по делу «О покушении на жизнь вождей пролетариата» и был вместе с ними зарублен шашками на горе Машук. Расправой руководил чекист Атарбеков. Дата казни в источниках приводится разная.

## Общественная деятельность

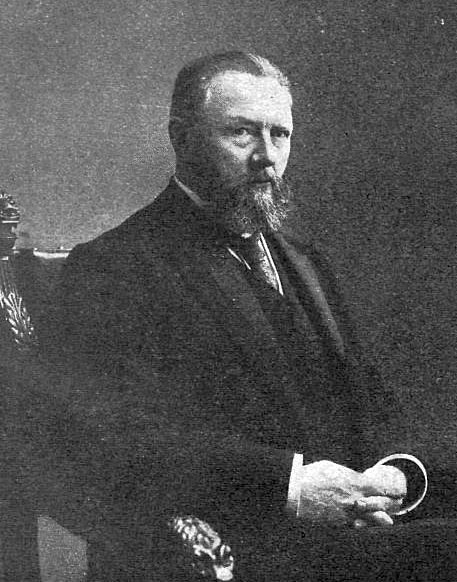
С. В. Рухлов

По инициативе Рухлова 11 марта 1901 года образовано «Общество вспомоществования учащимся в Санкт-Петербурге вологжанам» (с 1904 года — Общество вспомоществования вологжанам в Санкт-Петербурге). Сергей Васильевич избран был его первым председателем, а позднее — почётным членом.
Постановлением Вологодской городской думы от 17 мая 1901 г. присвоено звание Почётного гражданина города Вологды «За неустанную благотворительную деятельность в пользу учащейся молодёжи города».
Состоял почётным мировым судьёй по Вологодскому уезду.
Принимал участие в работе различных комиссий. В 1904 году стал одним из инициаторов образования и первым председателем Российского морского союза. Был избран председателем Общества российского морского права.

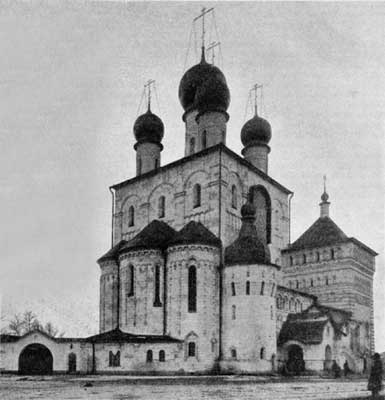
Феодоровский Собор, СПБ. 1913 год.

В 1906 году выступил как один из соучредителей Северного кружка любителей изящных искусств. Оказывал материальную помощь в осуществлении деятельности кружка, благодаря авторитету С. В. Рухлова в Санкт-Петербурге в выставках кружка в Вологде участвовали столичные художники.
В 1908 году стал одним из учредителей и первым председателем монархической организации Всероссийский национальный союз. В этом же году он стал одним из членов-учредителей Русского окраинного общества.
Покровительствовал организациям правого и ультраправого толка, в том числе Союзу русского народа.
Единственный в Совете министров голосовал против циркуляра, позволяющего открыть евреям свободное поселение с правом приобретения недвижимого имущества повсюду в Империи за исключением столиц, сельских местностей, казачьих областей и района Ялты.
Член Строительного комитета по сооружению в Петербурге белокаменного собора во имя Феодоровской иконы Божией Матери и Святого благоверного князя Александра Невского в память 300-летия царствования Дома Романовых, который сооружался по почину Союза русского народа.
Член Всероссийского Александро-Невского братства трезвости (ноябрь 1914).

## Награды
- Орден Святого Владимира 4-й степени (01.01.1889)
- Орден Святого Владимира 3-й степени (01.01.1894)
- Орден Святого Станислава 1-й степени (01.01.1896)
- Орден Святой Анны 1-й степени (01.01.1898)
- Орден Святого Владимира 2-й степени (01.01.1903)
- Орден Белого орла (17.04.1905)
- Золотой нагрудный знак в память 100-летия Государственной канцелярии (01.01.1910)
- Орден Святого Александра Невского (01.01.1910)
- Высочайший рескрипт (01.01.1915)
- Бриллиантовые знаки к ордену Святого Александра Невского (27.10.1915)
- Медаль «В память царствования императора Александра III» (1896)
- Медаль «В память коронации императора Николая II» (1896)
- Медаль «В память 200-летия Полтавской битвы» (1909)
- Медаль «В память 100-летия Отечественной войны 1812 г.» (1912)
- Медаль «В память 300-летия царствования дома Романовых» (1913)

Иностранные:
- бухарский орден Искандер-Салис (1910)

## Публикации
Систематический сборник узаконений и распоряжений по тюремной части. СПБ, 1890 г. (в соавторстве с В. Н. Коковцевым).

## Семья
Родители:

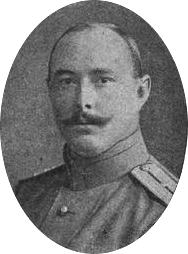
Поручик Юрий Рухлов

- отец, Рухлов, Василий Никитич (29/03/1825—?) губернский секретарь Вологодской губернии, происхождением из удельных крестьян, землевладелец (имение в 636 десятин в Вологодской губернии близ деревень Анциферкой и Нечаево),
- мать, Рухлова, рожд. Кузнецова, Екатерина Кузьминична

Жена:
- Емельянова Екатерина Ефимовна

Дети:
- Вера (04.09.1879—?). В 1904 году вышла замуж[5] за н.с. Павла Ивановича Мессароша;

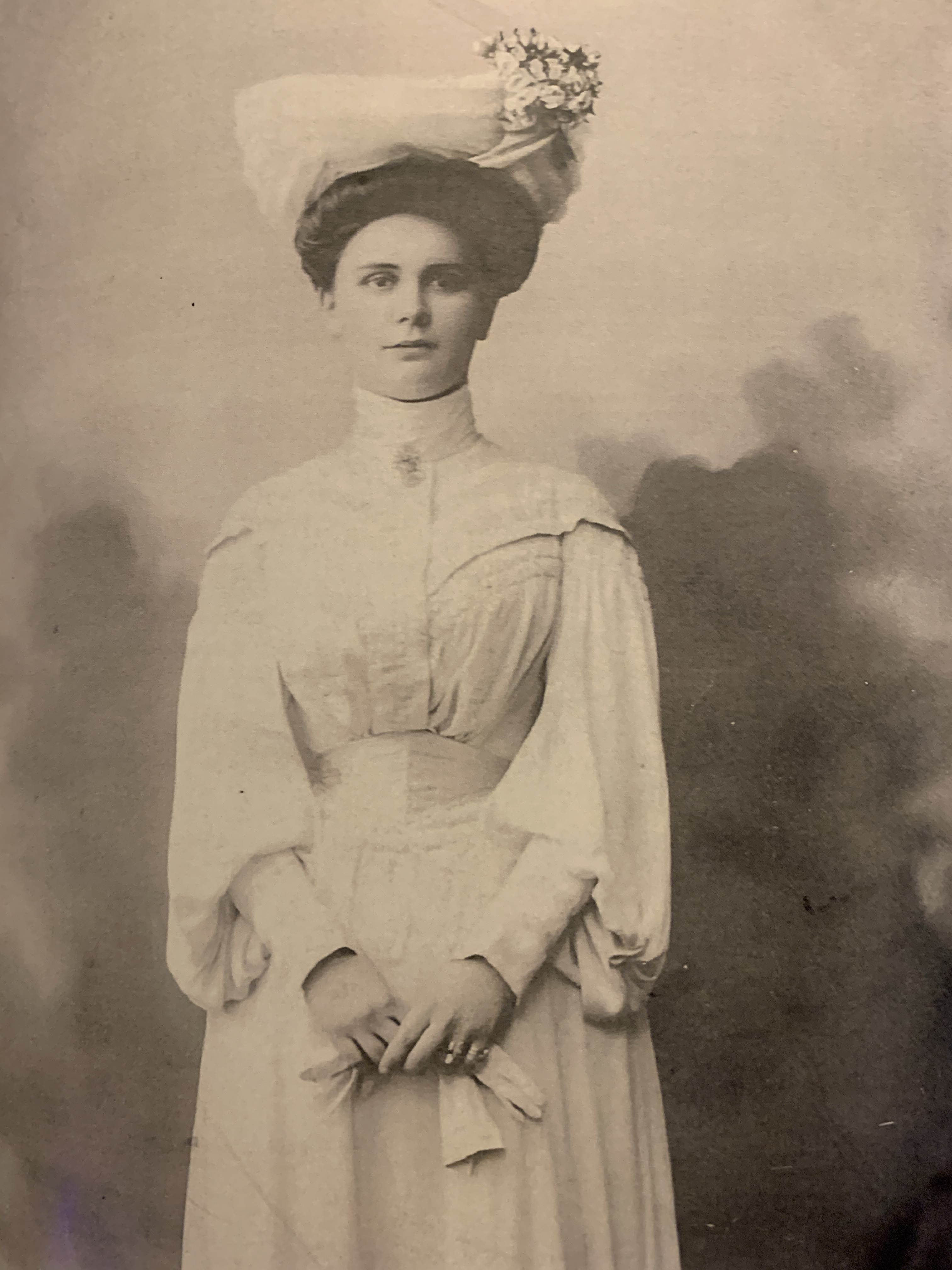
Лидия Сергеевна Рухлова

- Лидия Сергеевна РухловаЛидия Сергеевна Рухлова, в замужестве Соловьёва (20.05.1883—1957, Тбилиси). В 1906 году вышла замуж[6] за инженера Петра Евграфовича Соловьёва, одного из руководителей строительства железной дороги Петроград-Мурманск.
- Игорь (08.04.1885—?) — выпускник Александровского лицея (1906), камер-юнкер, перед 1917 годом — столоначальник Департамента железнодорожных дел Министерства финансов; женат на Ферапонтовой Анне Иосифовне (род. 10.10.1889) в г. Ельце Орловской Губернии, (ум. в августе 1969); женат[7] в 1908 на Чебыкиной Александре Александровне (1890- после 1941), их сын Сергей впоследствии женат на Нечиной Надежде Матвеевне (1915—1964).
- Людмила (13.03.1887[8]—?);
- Юрий (14.08.1889[9]—?), поручик лейб-гвардии Егерского полка;
- Ольга (20.05.1893[10]—1911);
- Олег (1895—24.12.1917, Петроград) — выпускник Александровского лицея (1916), прапорщик 2-го лейб-Гусарского Павлоградского полка.